# 初午大火
初午大火（はつうまたいか）は、1866年3月20日（慶応2年2月4日）に出石藩（現・兵庫県豊岡市出石町）の松枝から小人にかけての一帯を焼失させた大火。

## 名称・地名
火元の地名にちなんで、初午大火は小御料庄焼け（こごろしょうやけ）とも呼ばれる。
小御料庄町とは出石川西岸の町人町で、武家も混住していたが、1870年（明治3）に博労町と合併して松ヶ枝町となった。

## 当日
当日は出石初午大祭の開催日であった。
火元は小御料庄町にあった足軽数平宅で、家人が小豆を買うため外出していたときに、かまどの火が周辺へ移った。
参詣人で混雑し始めた午前10時過ぎに早鐘が人々を驚かせたとともに、北西の風により川原や小人に火が広がった。
焼失家屋の明細は無いが、全部で68軒が焼失したと「仙石家譜」に記録されている。

## 伝承
「小豆」が「茶」と誤って伝わったのか、初午当日には茶を忌んで白湯にする風習が1977年～1984年に『出石町史』第1巻が編集された直前ごろまで旧出石城下に残ることとなったほか、「初午が早い年には火事が多い」と用心されるようにもなった。

## 武家屋敷長屋資料館
出石町松枝159にある武家屋敷長屋資料館（北緯35度27分50.2秒 東経134度52分12.1秒 / 北緯35.463944度 東経134.870028度）は木造茅葺の建物で、初午大火直後に建てられた足軽の住居とされ、1876年（明治9）の大火以前において町家の多くが茅葺きであったことを推察させる。

## その他
出石城下で起きた火災のうち、裏町大火と初午大火については『出石町史』に特筆すべき大火として詳述され、これらの様子を詳しく書いた御用部屋日記は、豊岡市立図書館「郷土資料デジタルライブラリィ」（2018年10月28日閲覧）で見ることができる。
また、1876年（明治9）の大火は、初午大火と季節的に近い3月26日に発生している。